# Барик
Ба́рик (араб. بارق‎) — город на юго-западе Саудовской Аравии, в административный округ Асир. Население по данным на 2010 год составляет 50 113 человек.

## История
До 1916 года входил в состав Османской империи. С 1916 по 1924 гг. — в составе независимого государства Асир. В 1924 году, вместе с Асиром, вошёл в состав саудовского королевства.

## География и климат
Расположен в 120 км к северу от города Абха, на высоте 389 м над уровнем моря.
Климат Барика — пустынный тропический. Абсолютный минимум: 16 °C, абсолютный максимум: 45,4 °C. Среднегодовая температура в городе составляет 29 °C. Редкие осадки выпадают в период с октября по апрель с пиком в декабре-январе. В 10 км от Барика находится гора Джабаль Атерб, одно из самых влажных мест в Саудовской Аравии.

## Демография
| Год  | Население |
| ---- | --------- |
| 1800 | 30 000    |
| 1916 | 45 000    |
| 1970 | 50 000    |
| 1974 | 50 000    |
| 2010 | 50 113    |